# دیوید کاستدو
دیوید کاستدو (انگلیسی: David Castedo؛ زادهٔ ۲۶ ژانویهٔ ۱۹۷۴) بازیکن فوتبال اهل اسپانیا است.
از باشگاه‌هایی که در آن بازی کرده‌است می‌توان به باشگاه فوتبال هرکولس، باشگاه فوتبال لوانته، باشگاه ورزشی رئال مایورکا، و باشگاه فوتبال سویا اشاره کرد.